# Gwynedd League
Gwynedd Football League là một giải bóng đá nằm ở cấp độ 5 của Hệ thống giải bóng đá Wales ở vùng Đông Bắc Wales.
Hiện tại có 4 giải cúp trong giải đấu, bao gồm:
- Gwynedd Shield (dùng từ mùa giải đầu tiên),
- Gwynedd Cup,
- Bob Owen Memorial Shield (trước đây là Eryri Shield),
- Black Dragon's Premier Cup.

## Đội bóng mùa giải 2017-18
- Beaumaris Town
- Bontnewydd
- Bro Goronwy
- Gwalchmai
- Holyhead Town
- Llangoed
- Llanllyfni
- Llanystumdwy
- Menai Bridge Tigers
- Nefyn United
- Talysarn Celts
- Waunfawr

## Lịch sử
Vô địch giải đấu
Đội vô địch
1983-84        Felinheli

1984-85        Bethesda Athletic

1985-86        No  competition

1986-87        Locomotive Llanberis

1987-88        Nantlle Vale

1988-89        Llangefni Town

1989-90        Llangefni Town

1990-91        Llanrug United

1991-92        Nefyn United

1992-93        Holyhead Town

1993-94        Glantraeth

1994-95        Porthmadog Reserves

1995-96        Conwy United Reserves

1996-97        Holyhead Hotspur Reserves

1997-98        Amlwch Town

1998-99        Glan Conwy

1999-00        Bethesda Athletic

2000-01        Y Felinheli

2001-02        Bodedern Reserves

2002-03        Llanrug United

2003-04        Llanrwst United

2004-05        Porthmadog Reserves

2005-06        Pwllheli

2006-07        Barmouth & Dyffryn United

2007-08        Llanllyfni

2008-09        Blaenau Ffestiniog Amateurs

2009-10        Gwalchmai
                         
2010-11

2011-12        Penrhyndeudraeth

2012-13        Trearddur Bay United

2013-14        Llanerch-y-medd
Cầu thủ xuất sắc nhất mùa giải
1983/84    Derlwyn Hughes -          Menai Bridge Tigers
1984/85    Osian Roberts -           Bethesda Athletic
1985/86
1986/87    Carl Davies -             Machno United
1987/88    Iwan Evans -              Locomotive Llanberis
1988/89    Emrys Jones -             Llangefni Town
1989/90    Howard Kemp -             Bangor University
1990/91    David Phillips -          Llanrug United
1991/92    Dale Flemming -           Holyhead Town
1992/93    Nigel Moore -             Holyhead Town
1993/94    Kevin S. Hughes -         Blaenau Ffestiniog Amateurs
1994/95    Paul Evans -              Hotpoint
1995/96    Martin Jones -            Conwy United
1996/97    Nigel Moore -             Holyhead Hotspur
1997/98    Ryan Davies -             Llandegfan
1998/99    Lee Newport -             Barmouth & Dyffryn United
1999/00    Cemlyn Williams -         Bethesda Athletic
2000/01
2001/02    Leighton Griffiths -      Llanrwst United
2002/03    Lex Piper -               Bangor University
2003/04    Michael Linnekar -        Bangor University
2004/05    Lloyd Edwards -           Porthmadog
2005/06    Lloyd Edwards -           Pwllheli
2006/07    Craig Papirnyk -          Barmouth & Dyffryn United
2007/08    Chris Parry -             Llanllyfni
2008/09    Gareth Wyn Roberts -      Bodedern Athletic
2009/2010  Jonathan Sadler -         Caernarfon Wanderes
2010/2011
2011/2012  Mathew Hughes -         CPD Penrhyndeudraeth
Vua phá lưới
```
2016-17       Sion Parry - Llanystumdwy - 36
```

2015/16        Sion Parry - Llanystumdwy - 42
2014/15        Sion Parry - Llanystumdwy - 56
2009-10        Andy Clarke -           Beaumaris -          27
2008-09        Jamie Whitemore -       Bethel -             37
2007-08        Mathew Hughes -         Porthmadog -         40
2006-07        Carl Ryan -             Barmouth & Dyffryn - 35
2005-06        Peter Griffiths -       Pwllheli -           31
2004-05        Gareth Davies -         Beaumaris Town -     34
2003-04        Andy Hall -             Univ. of Bangor
2002-03        Anthony Hughes -        Beaumaris Town -     39
2001-02        Alan Jones -            Nefyn United -       37
2000-01        Ceri Jones -            Felinheli -          24
1999-00        Daron Wyn Jones -       Llangefni -          32
1998-99        David Jones -           Pwllheli -           34
1997-98        Viv Williams -          Amlwch Town -        43
1996-97        Matthew Evans -         Llanrwst United -    28
1995-96        Dominic Hardy -         Barmouth & Dyffryn - 39
1994-95        Ian Williams -          Porthmadog -         37
1993-94        John Hayes -            Mountain Rangers -   51
1992-93        Dale Flemming -         Holyhead Town -      35
1991-92        David Jones -           Nefyn United -       38
1990-91        Richard Richards -      Machno United -      35
1989-90        David Jones -           Nefyn United -       41
1988-89        David Jones -           Nefyn United -       37
1987-88        Hugh Jones -            Nantlle Vale -       36
1986-87        Steven Williams -       Llanberis -          26
1985-86
1984-85        Peter Kasperek -        Llanfairpwll -       12
1983-84        Billy Hughes -          Y Felinheli -        22